# Aurora OS (Eeebuntu)
Aurora（前稱Eeebuntu）是一個上网本專用的作業系統，基於Ubuntu，主要給Eee PC使用。
Eeebuntu 主要分為3個版本:
- 基础版（Base），565MB ISO，簡化的版本用作預先安裝
- 标准版（Standard），一個完整的桌面版本的版本
- NBR，使用Ubuntu界面的版本

## 歷史
Eeebuntu由史蒂夫·伍德（Steve Wood）於2007年12月創建。
2008年12月Eeebuntu已成長為一個Linux發行版，大約有1500名註冊論壇用戶。
Eeebuntu 2.0完全刪除了Ubuntu的品牌，使用自己的作品和主題。
目前最新版本是3.0，它基於Ubuntu 9.04。它有3個版本。

## 外部連結
- Official website
- Pro Design Consultancy Limited（页面存档备份，存于）